# ФК Пен-ъ-Бонт
ФК Пен-ъ-Бонт (на английски: Pen-y-Bont Football Club, Пен-ъ-Бонт Футбол Клъб; на уелски: Clwb Pêl-droed Pen-y-Bont е уелски футболен клуб, базиран в град Бридженд. Играе мачовете си на стадион „Дъ Къмко Стейдиъм“ с капацитет 3000 зрители.

## История
Футболният клуб е създаден през 2013 година в резултат на сливането на „Бридженд Таун ФК“ и „Брънтирион Атлетик АФК“. Новият отбор получава името „ФК Пен-ъ-Бонт“.
През сезон 2018/19 заема първото място в Първа лига на Уелс и за пръв път получава правото да играе във Висшата лига.

## Успехи
като „Пен-ъ-Бонт“
- Уелска Висша лига:
  - 7-мо място (1): 2023/24
- Първа дивизия:
  -  Шампион (1): 2018/19

като „Бридженд Таун“
- Първа дивизия:
  -  Шампион (1): 1969
- Втора дивизия:
  -  Шампион (1): 1973
- Южна футболна лига:
  -  Шампион (1): 1979/80
- Купа на Уелската футболна лига:
  -  Носител (1): 1988

като „Брънтирион Атлетик“
- Първа дивизия:
  -  Шампион (1): 2011